# Sport-Spiel-Spannung
Sport-Spiel-Spannung war eine Fernsehsendung für Kinder und Jugendliche, die von 1959 bis 1974 im Nachmittagsprogramm der ARD ausgestrahlt wurde. Die Erstsendung war am 21. Mai 1959.

## Daten
Produziert wurde die Sendung vom Bayerischen Rundfunk. Moderator war zunächst Heinrich Fischer, Literat und Conferencier, und später der Schauspieler Klaus Havenstein. Regisseure waren Eberhard Stanjek und Sammy Drechsel. Ausgestrahlt wurde sie monatlich an einem Donnerstag (später Freitag) in der Zeit von 17 bis 18 Uhr.

## Ablauf
Die Sendung war in die drei thematischen Teile „Sport“, „Spiel“ und „Spannung“ aufgeteilt. Im ersten Teil, „Sport“, präsentierte Sammy Drechsel kindgerecht aufbereitete Sportberichte. In „Spannung“ folgten Filmausschnitte, etwa mit Dick und Doof, aber auch Krimiserien für Kinder und Produktionen von Walt Disney. Bei „Spiel“ folgte das Quiz „Zwei aus einer Klasse“, das von Klaus Havenstein geleitet wurde, in dem zwei Schüler ihr Wissen über ihr „Fachgebiet“ zeigen konnten, wobei die Schlussfrage jeweils aus dem Wissensgebiet des Gegners stammte. Im Rahmen der Sendung zeigte auch Arnim Dahl seine spektakulären Stunts.